# Župčany
Župčany jsou obec na Slovensku v okrese Prešov. Žije zde přibližně 2 100 obyvatel. První písemná zmínka o obci pochází z roku 1248. Obcí protéká potok Čadaj.
Od roku 1853 působil v obci jako farář slovenský spisovatel a historik Jonáš Záborský, kterého v obci připomíná pomník. V obci stojí empírová kúria z první poloviny 19. století a nachází se zde Literární muzeum východního Slovenska.